# Швець Валерій Петрович
Швець Валерій Петрович - український театральний та кіноактор.

## Біографія
Валерій народився 1 вересня 1976 року. 
Він закінчив акторський факультет Дніпропетровського театрального училища та Одеське театрально-художнє училище імені Грекова. 
Протягом кількох сезонів він працював у Одеському ТЮЗі.
З 2006 року він приєднався до трупи Одеського українського театру.
Знявся у більше 30 фільмах.

## Вибрана фільмографія
- Впізнай мене, (2024), серіал
- Велика прогулянка (2022), фільм [3]
- Юрчишини 2 (2021), серіал
- Операція «Дезертир» (2020), серіал
- Сидорéнки-Сидóренки. Ремонт стосунків (2020), серіал
- Євродиректор (2020), серіал
- Сидорéнки-Сидóренки (2019), серіал
- Юрчишини (2018), серіал
- Чуже життя (2018), серіал
- Червоний (2017), фільм
- Дрібний дощ (2004), фільм